# Ballinasloe
Ballinasloe (in irlandese: Béal Átha na Sluaighe) è una città nella contea di Galway, in Irlanda.